# Liste der Mitglieder der American Academy of Arts and Sciences/1879
Im Jahr 1879 wählte die American Academy of Arts and Sciences 15 Personen zu ihren Mitgliedern.

## Neugewählte Mitglieder
- Edward Atkinson (1827–1905)
- James Freeman Clarke (1810–1888)
- Georg Curtius (1820–1885)
- Franz Cornelis Donders (1818–1889)
- Frank Winthrop Draper (1843–1909)
- Frank Austen Gooch (1852–1929)
- Asaph Hall (1829–1907)
- Nathaniel Dana Carlile Hodges (1852–1927)
- Alfred Hosmer (1832–1891)
- Ferdinand Marie Lesseps (1805–1894)
- Robert Hallowell Richards (1844–1945)
- William Lambert Richardson (1842–1932)
- James Fitzjames Stephen (1829–1894)
- James Craig Watson (1838–1880)
- Edward Stickney Wood (1846–1905)